# Jan Jakub Kolski
Jan Jakub Kolski est un réalisateur, scénariste et directeur de la photographie polonais, né le 29 janvier 1956 à Wrocław (Pologne).

## Filmographie

### Comme réalisateur
- 1990 : L'Enterrement d'une pomme de terre (en polonais : Pogrzeb kartofla)
- 1992 : Pograbek (téléfilm)
- 1993 : Jeannot le Verseau (en polonais : Jańcio Wodnik)
- 1995 : Grajacy z talerza
- 1995 : Cudowne miejsce
- 1996 : The Commanders Sword (Szabla od komendanta)
- 1998 : Magneto
- 1998 : History of Cinema in Popielawy (en polonais : Historia kina w Popielawach)
- 2000 : Keep Away from the Window (en polonais : Daleko od okna)
- 2001 : Malopole, czyli swiat (mini-série)
- 2002 : Gdzie jestes Paititi? (série télévisée)
- 2003 : La Pornographie (en polonais : Pornografia)
- 2005 : Solidarnosc, Solidarnosc ... (segment The Great Bear)
- 2006 : Jasminum
- 2009 : Afonia i pszczoly
- 2010 : Venice (Wenecja)
- 2012 : To Kill a Beaver (en polonais : Zabić bobra)

### Comme scénariste
- 1990 : L'Enterrement d'une pomme de terre (en polonais : Pogrzeb kartofla)
- 1992 : Pograbek (téléfilm)
- 1993 : Jeannot le Verseau (en polonais : Jańcio Wodnik)
- 1995 : Grajacy z talerza
- 1995 : Cudowne miejsce
- 1996 : The Commanders Sword (en polonais : Szabla od komendanta)
- 1998 : Magneto
- 1998 : History of Cinema in Popielawy (en polonais : Historia kina w Popielawach)
- 2003 : La Pornographie (en polonais : Pornografia)
- 2005 : Solidarnosc, Solidarnosc ... (segment The Great Bear)
- 2006 : Jasminum
- 2009 : Afonia i pszczoly
- 2010 : Venice (en polonais : Wenecja)
- 2012 : To Kill a Beaver (en polonais : Zabić bobra)

### Comme directeur de la photographie
- 1989 : Idz (court métrage documentaire)
- 2002 : Gdzie jestes Paititi? (série télévisée)

## Distinctions

### Nominations
1994 Prix Findling pour Jańcio Wodnik à Filmfestival Cottbus.